# Dingana dingana
Dingana dingana är en fjärilsart som beskrevs av Henry Trimen 1873. Dingana dingana ingår i släktet Dingana och familjen praktfjärilar. Inga underarter finns listade i Catalogue of Life.